# Bão Matmo–Bulbul
Bão xoáy rất dữ dội Matmo−Bulbul hay là cơn bão số 5 ở Việt Nam là một xoáy thuận nhiệt đới mạnh và hoạt động dài ngày đã đổ bộ lên tỉnh Phú Yên vào ngày 30 tháng 10 và sau đó tiếp tục càn quét tiểu bang Tây Bengal của Ấn Độ và Bangladesh vào ngày 9 tháng 11 năm 2019, lúc 18:30 GMT mang theo sóng to, mưa lớn và lũ quét. Bắt nguồn từ tàn dư của cơn bão Matmo (Bão số 5) của Mùa bão Tây Bắc Thái Bình Dương 2019 di chuyển ra phía nam vịnh Bengal vào ngày 2 tháng 11, Bulbul mạnh dần lên thành một cơn bão lốc xoáy dữ dội. Đây là cơn bão nhiệt đới thứ tư từng được ghi nhận di chuyển từ đất liền Đông Nam Á qua trên biển Andaman, (do đó JTWC và các báo chí quốc tế vẫn gọi là Matmo). Ngoài ra, nó là cơn bão thứ hai đạt cấp bão cuồng phong khu vực này tính từ năm 1960.

## Lịch sử khí tượng
Vào ngày 28 tháng 10, Cơ quan khí tượng Nhật Bản (JMA) nâng cấp cảnh báo cho một áp thấp nhiệt biển Đông lên thành bão, lấy tên quốc tế là Matmo (Bão số 5). Đêm ngày 30 rạng sáng ngày 31 tháng 10, bão Matmo với sức gió tối đa là 100 km/h đã đổ bộ lên khu vực Nam Trung Bộ, Việt Nam, mang theo gió mạnh, mưa lớn và gây ra lũ lụt. Bão số 5 đã khiến 1 người chết, 1 người mất tích và gây thiệt hại đặc biệt nặng nề cho tỉnh Bình Định. Matmo sau đó suy yếu dần thành một vùng áp thấp và di chuyển qua bán đảo Đông Dương, mang theo chút mưa và hơi ẩm tới Campuchia, Thái Lan và Myanmar.

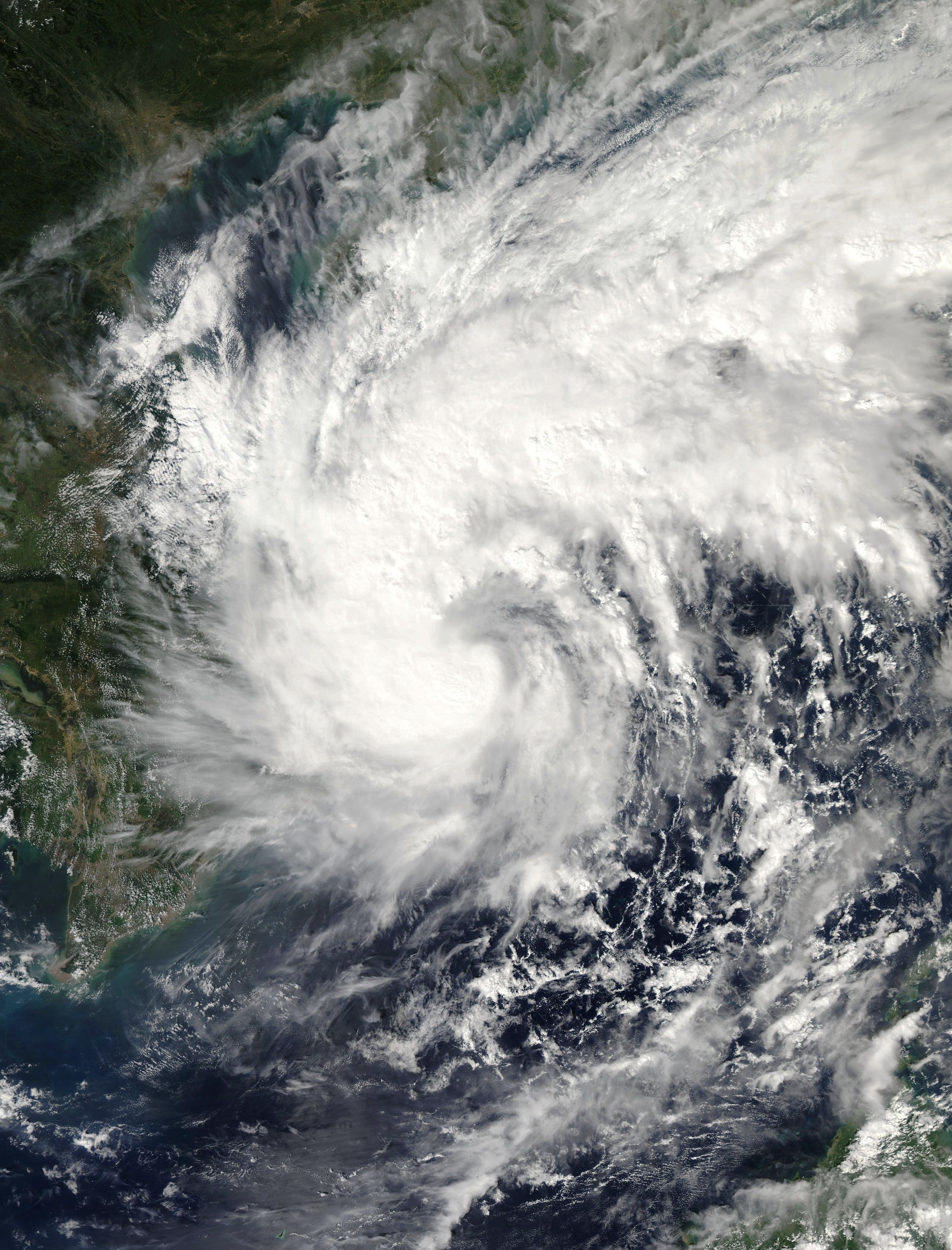
Bão Matmo trước khi đổ bộ lên miền Trung Việt Nam, chiều ngày 30 tháng 10 năm 2019.

Vào ngày 2 tháng 11, vùng áp thấp của bão Matmo di chuyển ra khu vực phía bắc biển Andaman thuộc Ấn Độ Dương. Các cơ quan khí tượng bắt đầu theo dõi vùng thấp khi nó bắt đầu phát triển và lớn dần trở lại. Sau khi mạnh lên thành bão, Cục Khí tượng Ấn Độ (IMD) đã đặt tên là Bulbul, tuy nhiên các cơ quan cảnh báo của Mỹ như JTWC cho rằng vùng thấp 23W (Matmo) đã di chuyển từ biển Đông qua, vì thế họ tiếp tục phát cảnh báo bão Matmo. Bulbul mạnh lên nhanh chóng và đạt cường độ cực đại là cấp 2 trong thang bão Saffir-Simpson trong khi đang di chuyển lên phía bắc, khiến IMD đưa ra cảnh báo ven bờ cho Odisha và Tây Bengal và lệnh cấm mọi hoạt động của ngư dân, hoạt động trên bãi biển và chèo thuyền bên trong cũng như xung quanh vịnh Bengal. Khoảng một ngày sau, 9 tháng 11, Bulbul đổ bộ gần đảo Sagar ở Tây Bengal vào lúc 18:30 GMT, giết chết ít nhất 2 người, di chuyển lên đất liền Bangladesh và gây ra các cơn sóng cao và triều cường gây ngập. Bulbul tiếp tục di chuyển sâu vào trong đất liền và tan dần, mang theo mưa to đến rất to.

## Chuẩn bị
Hơn 1,8 triệu người ở các huyện ven biển của Bangladesh dễ bị ảnh hưởng đã được sơ tán đến 4.071 nơi trú ẩn bão. Các quan chức của bộ y tế ở các huyện này đã thành lập 1.599 đội để tham gia giúp đỡ cho những người bị ảnh hưởng bởi cơn bão. Khoảng 56.000 tình nguyện viên đã được triển khai để tiến hành các nỗ lực cứu hộ và cứu trợ trong khi các căn cứ quân sự tại các huyện ven biển vẫn đặt trong tình trạng báo động. Tất cả lực lượng bộ binh ven biển của Quân đội Bangladesh đã chuẩn bị phản ứng nhanh để hỗ trợ trong và sau khi lốc xoáy càn quét khu vực. Hải quân Bangladesh và lực lượng Phòng vệ bờ biển Bangladesh chuẩn bị các hoạt động cứu hộ khẩn cấp và hoạt động cứu trợ bằng tàu chiến và tàu dân sự.

## Tác động và hậu quả

### Việt Nam
Khoảng 23h50 phút ngày 30/10/2019, bão số 5 đổ bộ vào phía Nam thị xã Sông Cầu (tỉnh Phú Yên) với cường độ cấp 8-9 giật cấp 11. Gió mạnh đã khiến nhiều cây xanh ở 3 tỉnh Quảng Ngãi, Bình Định và phú Yên gãy đổ hoặc bị bật gốc. Nhiều lồng bè, thuyền cá bị sóng lớn đánh chìm. Ở các tỉnh từ Quảng Ngãi đến Phú Yên đã có mưa to đến rất to. Lượng mưa trong khoảng 24 giờ phổ biến 150-300mm, có nơi ghi nhận được lên đến 384 mm. Bão số 5 đã khiến 1 người chết, 1 người mất tích và gây thiệt hại đặc biệt nặng nề cho tỉnh Bình Định.

### Ấn Độ
Odisha
Mặc dù tác động của Bulbul đến Odisha là tương đối tối thiểu, ảnh hưởng của cơn bão đã gây ra mưa lớn và các cơn gió trên khắp tiểu bang, gây thiệt hại cho nông nghiệp, nhổ bật cây trồng và làm đứt các đường dây điện trên khắp Odisha. Cho đến nay, không có trường hợp tử vong nào được báo cáo ở bang này. Mặc dù, khoảng 350 dân làng địa phương ở huyện Balesore đã được đưa đến nơi trú ẩn lốc xoáy khi cơn bão sắp đổ bộ, vẫn chưa rõ tình trạng hiện tại của họ.
Tây Bengal
Khoảng 18:30 GMT, Bulbul đổ bộ vào Tây Bengal xung quanh khu rừng Sunderban Dhanchi, mang theo mưa nặng hạt và gió lên tới 135 km/h (85 dặm/giờ) trên phần lớn khu vực phía nam của bang. Mười trường hợp thiệt mạng đã được báo cáo ở đó, 4 trong số đó do cây đổ đè chết. Một người đàn ông 59 tuổi đã thiệt mạng bởi điện giật từ cột đèn, và một người khác thiệt mạng do một bức tường sụp đổ đè chết. Ngoài ra, trước khi cơn bão đổ bộ, một người đàn ông đã thiệt mạng sau khi một nhánh cây tuyết tùng rơi trúng đầu anh ta. Cây ngã đổ cũng gây ra tắc nghẽn giao thông đường bộ trên toàn thành phố Kolkota, Tổng công ty đô thị Kolkata đã làm việc để giải tỏa các tắc nghẽn này. Thêm vào đó, các hoạt động tại Sân bay Quốc tế Netaji Subhas Chandra Bose ở Kolkata đã bị đình chỉ trong 12 giờ.
Bangladesh

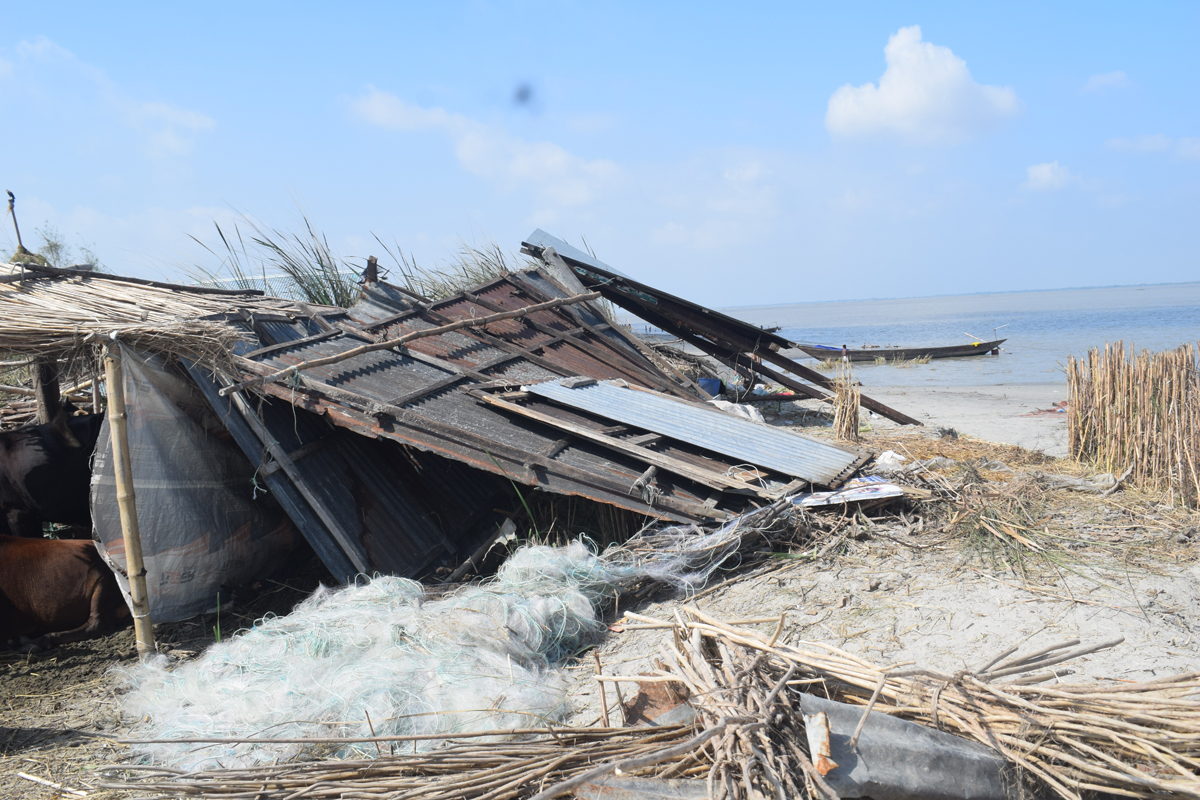
Rajrajeshwar Char ở Chandpur, Bangladesh bị ảnh hưởng bởi bão Bulbul

Ít nhất 22 người ở bảy huyện ven biển đã được báo cáo thiệt mạng vì các nguyên nhân của cây đổ, nhà sập, thuyền bị lật và bệnh tật, trong khi nhiều người khác bị thương sau khi cơn lốc xoáy càn quét qua khu vực ven biển Bangladesh. Do tình trạng lốc xoáy, tất cả các kỳ thi trung học cơ sở ngày 9, 11 và 12 tháng 11 và kỳ thi Đại học Quốc gia Bangladesh ngày 9 tháng 11 đã bị đình chỉ. Cơ quan giao thông đường thủy nội địa Bangladesh đã đình chỉ tất cả các hoạt động tại ba cảng hàng hải và dịch vụ vận tải đường sông suốt thời gian ảnh hưởng của cơn bão. Tất cả các chuyến bay đến và đi từ Sân bay Quốc tế Shah Amanat tại Chittagong và sân bay Cox's Bazar, sân bay Barisal, sân bay Jashore đã bị hủy bỏ trong 14 giờ do thời tiết khắc nghiệt dưới ảnh hưởng của cơn bão.